# Blaue Kuppe

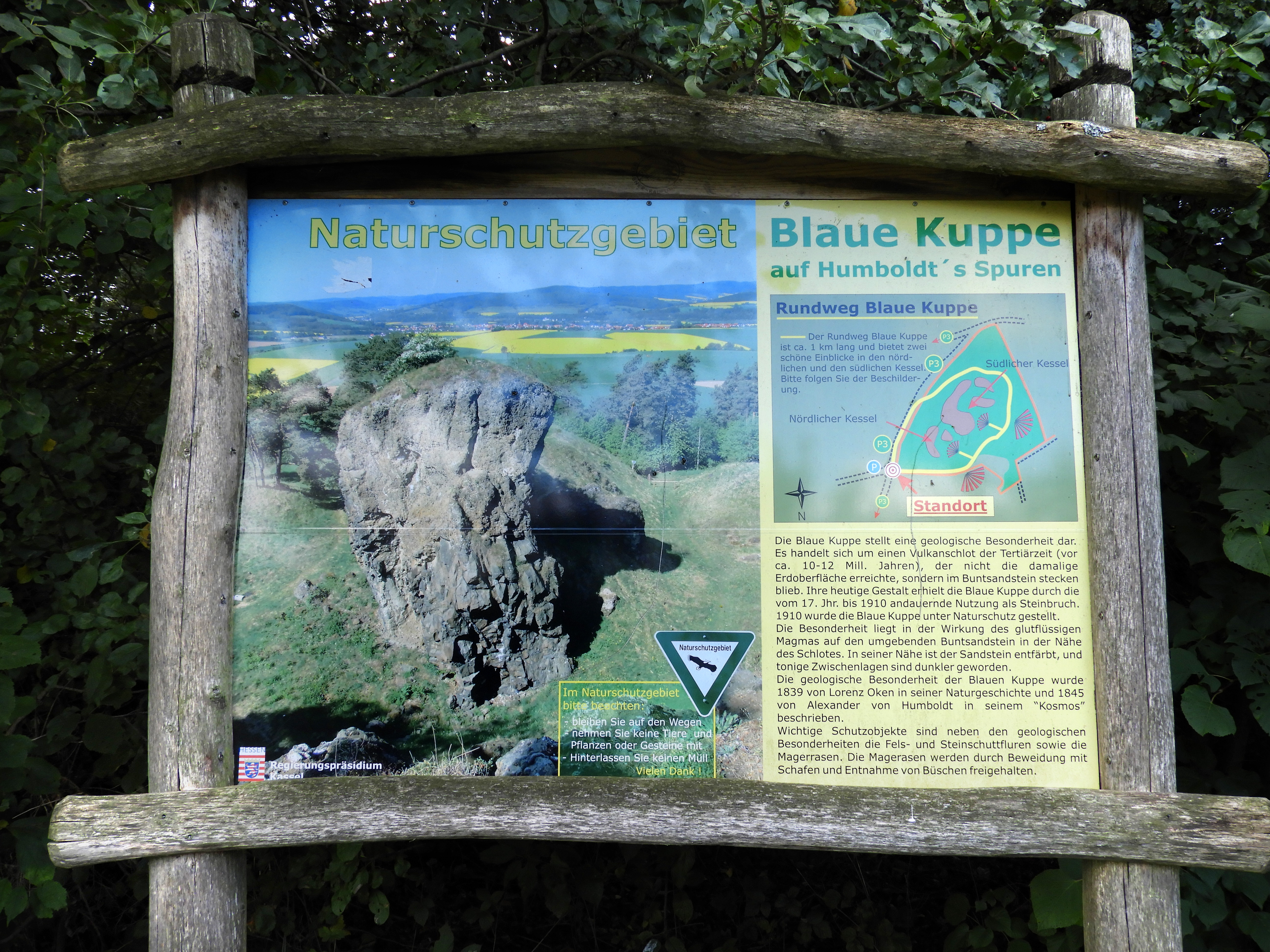
Informationstafel am Rundweg

Die Blaue Kuppe ist eine Erhebung  auf 309 m ü. NHN im südlichen Stadtgebiet von Eschwege an der Gemarkungsgrenze zu Langenhain im nordhessischen Werra-Meißner-Kreis. Sie ist ein ausgewiesenes Naturdenkmal und ein Naturschutzgebiet. Die blaugraue Farbe des vor dem Abbau hier zutage tretenden Basaltes gab vermutlich der Kuppe ihren Namen.

## Lage
Der bewaldete Hügel der Blauen Kuppe liegt in einer offenen Agrarlandschaft, rund vier Kilometer südlich der Stadtmitte von Eschwege, nördlich von Langenhain, östlich von Reichensachsen und südwestlich von Oberdünzebach. An der östlichen Seite des Schutzgebiets führt die Landesstraße 3424 und an der südlichen ein Rad- und Wirtschaftsweg vorbei. Die Blaue Kuppe ist ein Teil des Geo-Naturparks Frau-Holle-Land.
In der naturräumlichen Gliederung Deutschlands, die auf der Geografischen Landesaufnahme des Instituts für Landeskunde Bad Godesberg basiert, werden die Flächen um die Kuppe dem Eschweger Hügelland (358.21) im Unteren Werrabergland (358) zugeordnet. Nach Süden geht der Bereich in den Schlierbachswald (357.91) im Fulda-Werra-Bergland (357) über. Sie gehören alle zu der Haupteinheitengruppe des „Osthessischen Berglands“ (35).

## Geologische Bedeutung
Die Blaue Kuppe war einst ein überregional bekanntes Naturphänomen. Ihre Entstehung und ihre Gesteine beschäftigten besonders im 19. Jahrhundert die renommiertesten Wissenschaftler ihrer Zeit. Damals stritten die Neptunisten und die Plutonisten, auch Vulkanisten genannt, um die richtige Theorie zur Entstehung der Gesteine. Die einen vertraten die Ansicht, die Gesteine seien als Meeresablagerungen entstanden, die anderen schrieben die Entstehung vulkanischer Tätigkeit zu. Die Blaue Kuppe erregte besonderes Interesse, da sie Vertretern beider Richtungen Argumente lieferte. Zu der umfangreichen Literatur gehören auch die Beschreibungen von Johann Carl Wilhelm Voigt (* 1752; † 1821) „Mineralogische Reise nach den Braunkohlenwerken und Basalten in Hessen“ von 1802, Lorenz Oken (* 1779; † 1851) in „Allgemeine Naturgeschichte für alle Stände“ aus den Jahren 1833 bis 1841 sowie Karl Cäsar von Leonhard (* 1779; † 1862) „Die Basalt-Gebilde in ihren Beziehungen zu normalen und abnormen Felsmassen“ aus dem Jahr 1832.

„Höchst beachtungswerth sind die Erscheinungen dieses Hügels, der ohne Widerrede zu den denkwürdigsten und am meisten belehrenden basaltischen Auftreibungen in Nord-Deutschland gehört. So wie, vor einer Reihe von Jahren, die Kuppe sich darstellte, erschien dieselbe gleichsam in zwei Hälften geschieden, die eine bunter Sandstein, die andere aus basaltischen Gebilden bestehend. Die Anhänger vulkanischer Lehren sahen sich darum hier schon früher zur Meinung bestimmt: es habe die Gewalt, welche das Empordringen der Basalte bedingte, zugleich die Sandstein-Schichten erhoben. Ueberall in der Nähe des Basaltes war der Sandstein gebleicht und zerrissen, theils erhärtet, theils mürbe. Eine Kluft, die basaltische Masse aus der Teufe bis nach oben spaltend, hatte zugleich die eingeschlossenen Schichten-Stücke des Sandsteines gewaltsam auseinander  gerissen und, was besonders zu beachten, diese Schichten-Theile senkten sich, an Stellen wo sie getrennt waren, gegen einander; die tiefsten mit stärkster Neigung, die höheren waren mehr dem Wagerechten nahe.“

Auch Alexander von Humboldt (* 1769; † 1859), der in seiner Zeit als „der größte Naturforscher“ galt, besuchte die Blaue Kuppe und schrieb darüber 1845 in seinem „Kosmos“.
Heute gilt die Entstehungsgeschichte der Blauen Kuppe als gesichert: Im Miozän, einem Zeitalter des Tertiärs, stieg in Bruchzonen glühendes Magma aus dem Erdinnern auf. Bevor sie die Erdoberfläche erreichte, erstarrte sie und kühlte langsam ab. In der Folgezeit ließ ein stetiger Erosionsprozess das weichere Nebengestein um und über dem Basaltpfropfen verwittern und legte ihn nach und nach frei. Das härtere Gestein blieb schließlich als Kuppe in der Landschaft zurück. Heute liegt die Blaue Kuppe mindestens 100 m unterhalb der damaligen Erdoberfläche. Alle früher darüber liegenden Gesteinsschichten sind abgetragen worden.
Das Basaltgestein besteht aus blasenreichem, Olivin führendem Alkaliolivinbasalt mit deutlichem Fließgefüge. Der Basalt wird von Tuffbrekzien und schaumigen, blasenreichen Schlackentuffen mit zahlreichen mitgerissenen Sand- und Tonsteinschollen begleitet.
Als man die große Bedeutung der Blauen Kuppe für die Wissenschaft erkannte, wurde der Steinbruchbetrieb, der den Berg vollständig abzutragen drohte, eingestellt. So sind die interessanten Kontaktzonen zwischen Basaltlava und Buntsandstein sowie einige Basaltpfeiler erhalten geblieben, die von den Kesseln der mehr oder minder miteinander verbundenen Steinbrüche eingerahmt werden. Durch die heiße Lava ist der rote Sandstein entfärbt, also heller geworden. An den Bruchwänden ist noch zu erkennen, wie sich Sedimentgestein und Eruptivgestein miteinander vermengt haben. Diese Veränderung des Gesteins durch die Glutwirkung der Lava wird als Kontaktmetamorphose bezeichnet, das hierbei entstandene metamorphe Gestein heißt Buchit.

## Mineralien

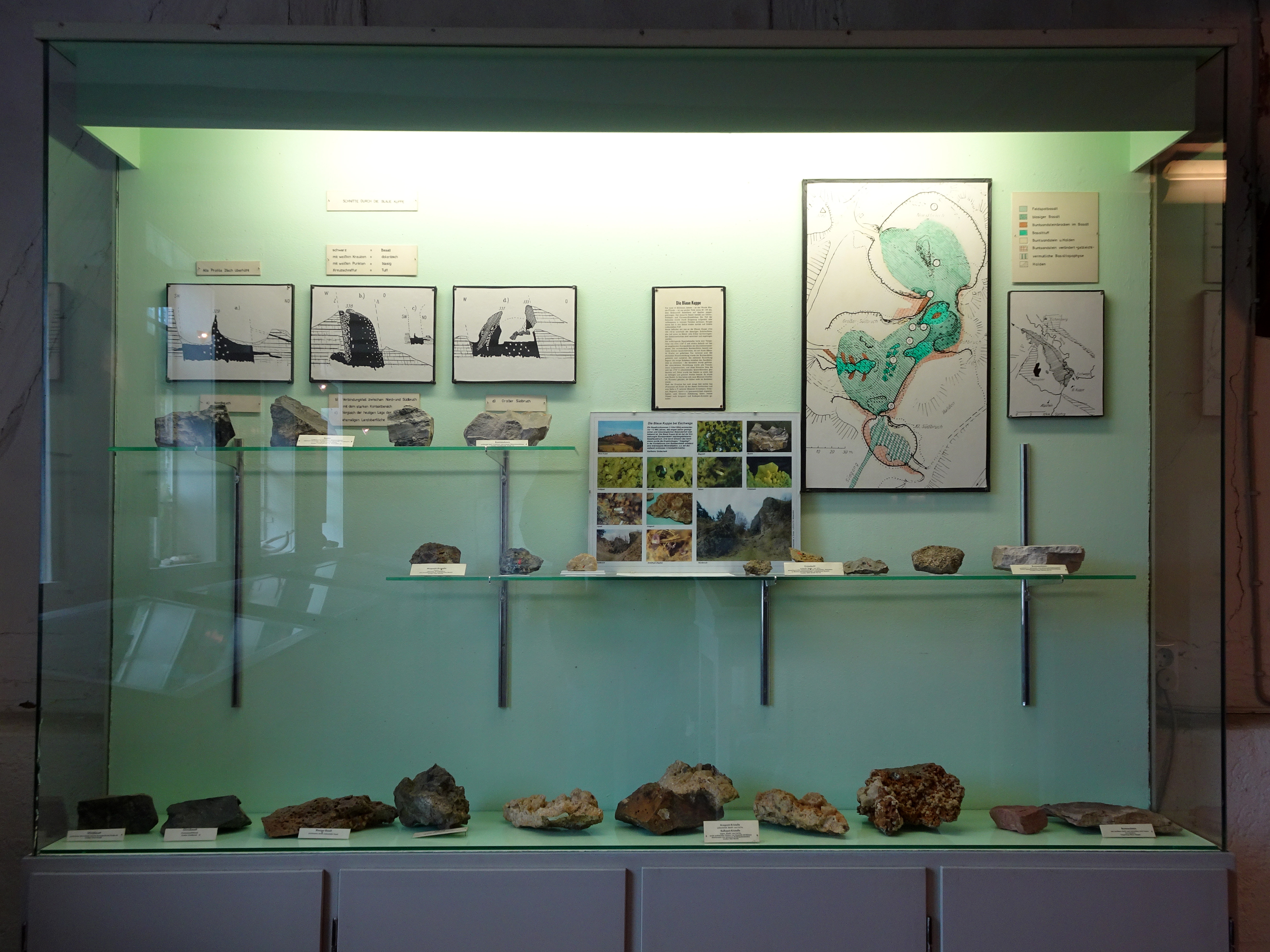
Die Vitrine mit den Mineralien der Blauen Kuppe im Stadtmuseum Eschwege

Nach der Eruption hat eine starke Fumarolentätigkeit noch einige Zeit heißes Gas den Basalt durchströmen lassen und eine Reihe seltener Minerale pneumatolytisch abgesetzt. Später, nach weiterer Abkühlung, haben warme Wässer noch Aragonit- und Calcit-Kristalle gebildet. Als der Basalt der Blauen Kuppe abgebaut wurde, kam zutage, was die Natur vor Jahrmillionen hatte entstehen lassen. Der bekannte Mineraloge Paul Ramdohr (* 1890; † 1985) promovierte 1919 über die Basalte der Blauen Kuppe, fasste in seiner Dissertation alle damals von dort bekannten Minerale zusammen und erläuterte ihre Bildung.
Bis heute wurden etwa 25 verschiedene Minerale festgestellt, die teils in Privatsammlungen und im Stadtmuseum Eschwege, vor allem aber in der mineralogischen Sammlung der Universität Göttingen aufbewahrt werden.
Das Stadtmuseum Eschwege listet die auskristallisierten Minerale der Blauen Kuppe wie folgt auf:
- Andradit, ein Mineral der Granatgruppe
- Vertreter der Apatitgruppe
- die Calciumcarbonate Aragonit und Calcit
- den Alkali-Feldspat Orthoklas sowie Augit und verschiedene weitere Pyroxene
- den Glimmer-Mischkristall Biotit
- das Eisenoxihydroxid Goethit (Nadeleisenerz) und die Eisenoxide Hämatit und Magnetit
- das Eisencarbonat Siderit
- das wasserhaltige Zeolithmineral Phillipsit
- das Eisentitanoxid Pseudobrookit
- Quarz, ausgebildet als Amethyst oder als Hochtemperaturmodifikation Cristobalit bzw. Tridymit
- das Calcium-Titan-Silikat Titanit

Nach Aussagen im Museum gehören die Cristobalit-Kristalle zu den weltweit schönsten. Die meisten Funde stammten aus geöffneten Drusen. Die Fundstellen wurden jedoch stark abgesammelt und sind nahezu erloschen. Seit der Unterschutzstellung des Gebietes ist die Entnahme, in welcher Form auch immer, untersagt.

## Wirtschaftliche Nutzung und erster Schutz
Die heutige Gestalt mit den beiden kesselartigen Aushöhlungen entstand durch die frühere Nutzung als Steinbruch. Seit welcher Zeit hier Basalt abgebaut wurde, ist unbekannt. Nachweisbar ist die Abfuhr von Steinen von der Kuppe durch Stadtrechnungen kurz nach 1800. Die zum Besitz der Stadt Eschwege gehörende Basaltkuppe war bereits zum größten Teil abgetragen, als die Geologische Landesanstalt gemeinsam mit der Staatlichen Stelle für Naturdenkmalpflege ihren Schutz beantragte. Durch Beschluss der Stadt Eschwege gelang die Unterschutzstellung im Jahr 1910. Ein späterer Versuch, Schotter für den Straßenbau zu entnehmen, konnte 1919 abgewehrt werden. Im September 1939 wurde mit der Sicherung von Naturdenkmalen durch die Verordnung des Regierungspräsidenten in Kassel und mit der Zustimmung der obersten Naturschutzbehörde die Blaue Kuppe in das Reichsnaturschutzbuch eingetragen und damit unter den Schutz des Reichsnaturschutzgesetzes gestellt.
Mit dem Inkrafttreten des Bundesnaturschutzgesetzes im Dezember 1976, das das bis dahin geltende Reichsnaturschutzgesetz ablöste, wird die Blaue Kuppe als „rechtsverbindlich festgesetzte Einzelschöpfung der Natur“ durch das Bundesnaturschutzgesetz geschützt. In der Liste der Naturdenkmale des Werra-Meißner-Kreises hat die Kuppe die Nummer ND 636.647.

## Naturschutzgebiet

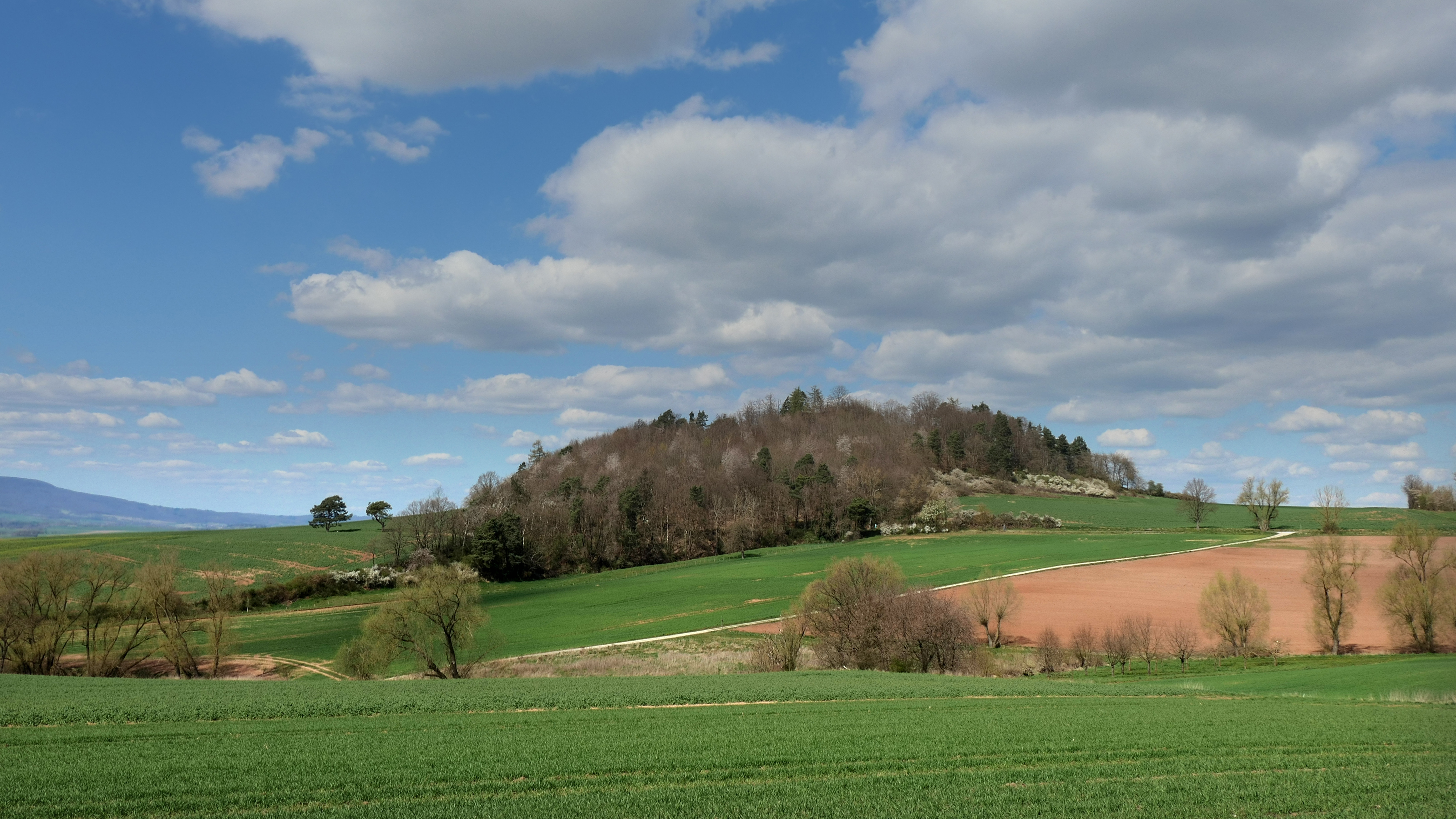
Die südöstliche Seite der bewaldeten Kuppe

Mit Verordnung vom 17. Februar 1969 des Regierungspräsidenten in Kassel als höhere Naturschutzbehörde wurden die Blaue Kuppe zum Naturschutzgebiet erklärt. Mit der Unterschutzstellung war es im Bereich des Naturschutzgebiets verboten, „Maßnahmen vorzunehmen, die eine Veränderung oder Beeinträchtigung der Natur herbeiführen oder die Eigenart des Landschaftsbildes dauernd verändern“. Über die Musterverordnung hinaus blieben die „rechtmäßige Ausübung der Jagd und die ordnungsmäßige land- und forstwirtschaftliche Nutzung in ihrem bisherigen Ausmaß, sowie die Verwendung als Hutefläche“ unberührt. Das Naturschutzgebiet besitzt eine Größe von 6,75 Hektar, hat die nationale Kennung 1636006 und den WDPA-Code 81414.
Wichtige Schutzobjekte sind neben den geologischen Besonderheiten die Pflanzengesellschaften der Fels- und Steinschuttfluren sowie die Magerrasen. In den Kesseln des früheren Steinbruches kommen Arten lückenhafter, wärmeliebender Vegetation vor, die durch dichten Aufwuchs und Waldentwicklung gefährdet sind. Durch die Beweidung mit Schafen und Entnahme von Büschen wird versucht die Fläche freizuhalten.

## Geologisch schützenswertes Objekt
Als schützenswertes Geotop, das erdgeschichtliche Erkenntnisse über die Entwicklung der Erde vermittelt, wird der aufgelassene Steinbruch der Blauen Kuppe im Landschaftsrahmenplan Nordhessen geführt. Im Rahmen des Hessischen Naturschutzgesetzes (HeNatG) sollen hier sogenannte einzelne Naturschöpfungen und natürliche Landschaftsteile, die wegen ihrer „Seltenheit, Eigenart oder Schönheit“ als Teil des erdgeschichtlichen Naturerbes gelten, geschützt werden. Das frühere Hessische Landesamt für Bodenforschung (HLfB) hat von den 450 in Hessen erfassten schutzwürdigen Geotopen die Bedeutung der Blauen Kuppe, mit weiteren fünf Geotopen im Regierungsbezirk Kassel, besonders hervorgehoben.

## Touristische Erschließung
- Die Blaue Kuppe ist über Radwege und kleinere Straßen von den umliegenden Orten Eschwege, Oberdünzebach, Langenhain und Reichensachsen zu erreichen.
- Ein etwa einen Kilometer langer Rundwanderweg führt um die Blaue Kuppe und bietet Einblicke in den nördlichen und südlichen Kessel.
- Der 19 km lange  Premiumweg P3 des Geo-Naturparks Frau-Holle-Land führt von Eschwege über die Blaue Kuppe zu den Leuchtbergen.[17]

## Bildergalerie

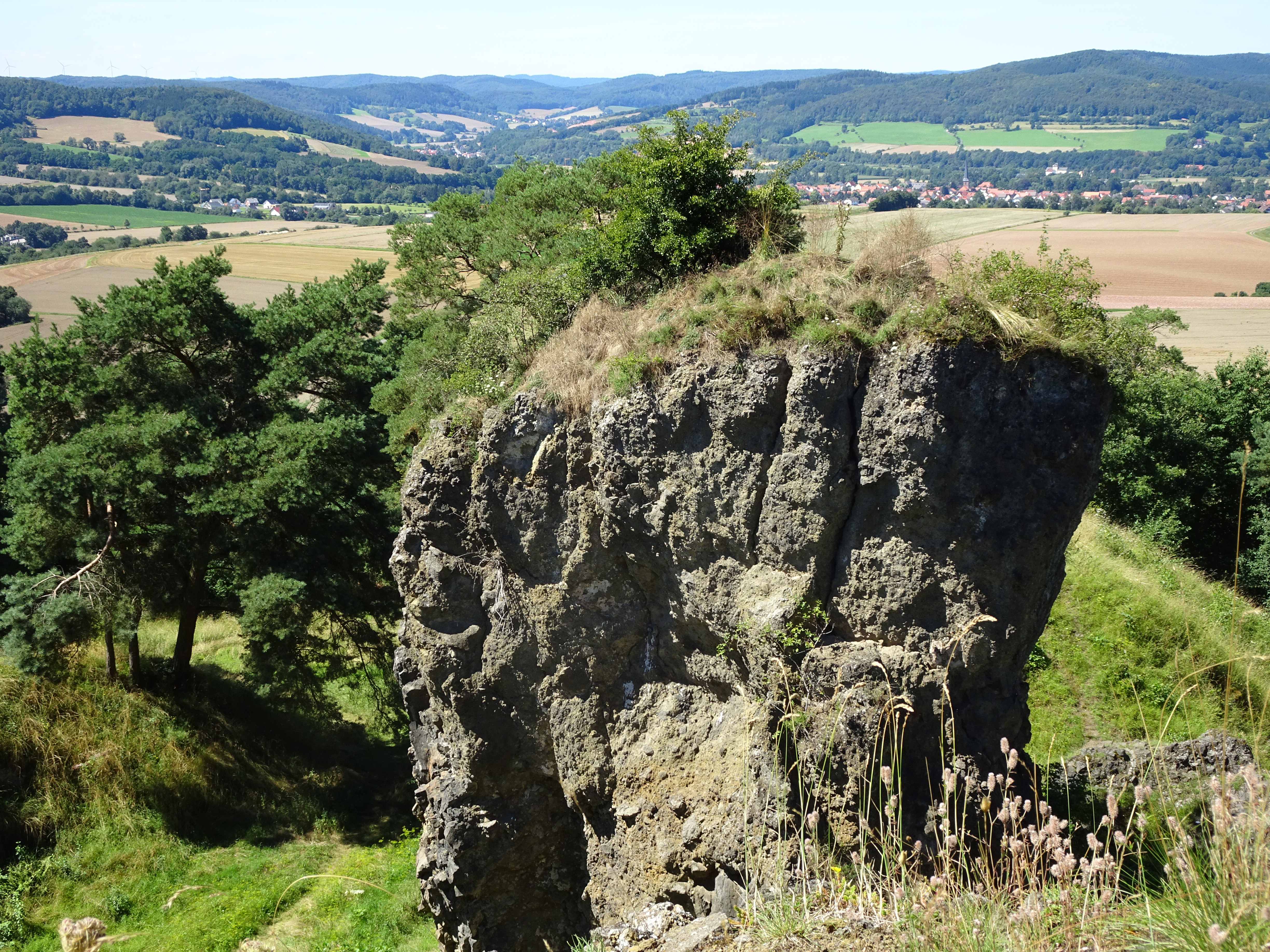
Blick über den südlichen Kessel nach Reichensachsen und in das Wehretal
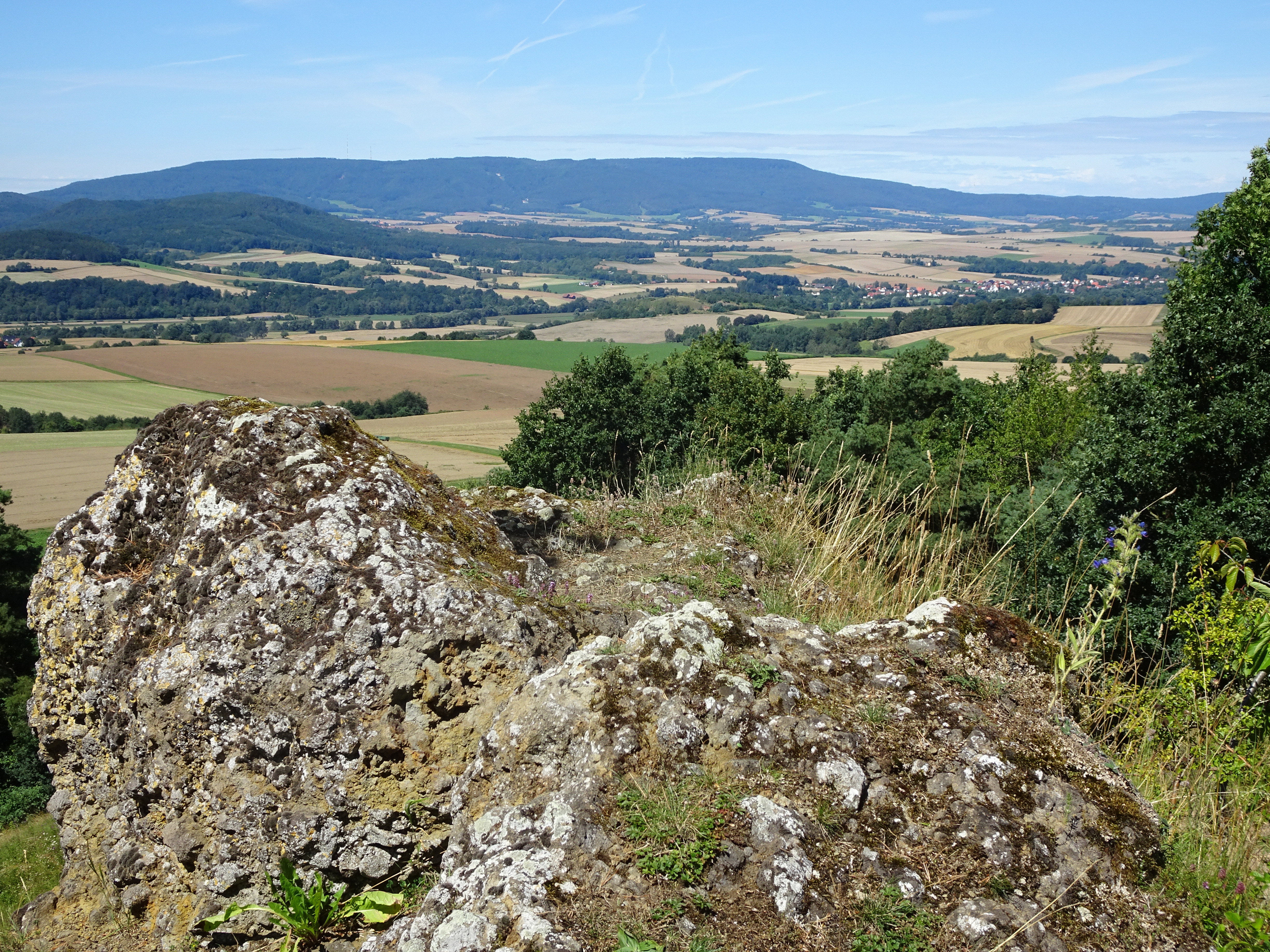
Blick von der Blauen Kuppe nach Nordwesten auf den Hohen Meißner und das Meißnervorland.
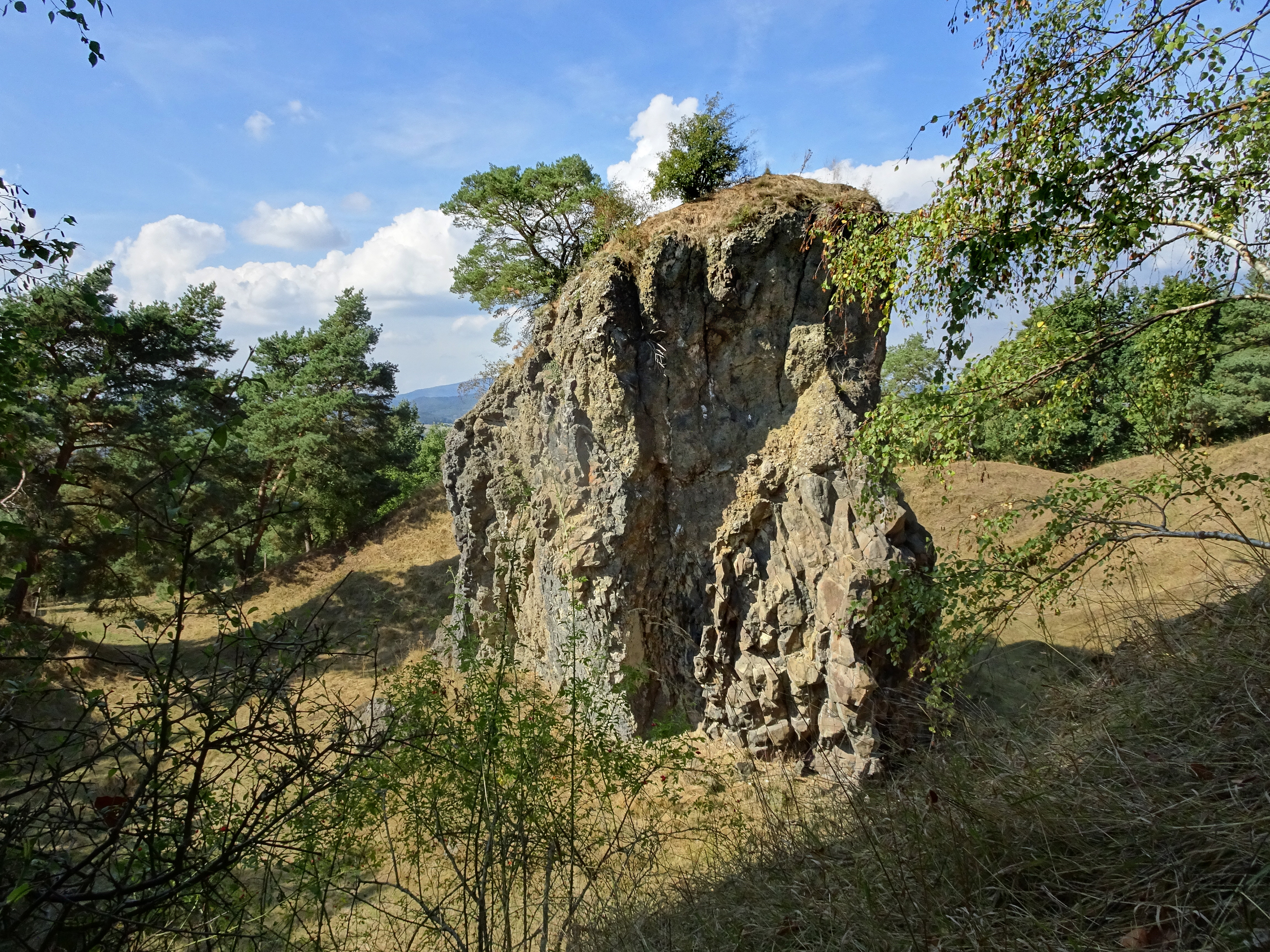
Ein Relikt des vergangenen Steinbruchbetriebs in der Blauen Kuppe.

## Sonstiges
- Nur wenige Meter östlich am Altweg Alte Mühlhäuser Straße, der auch südlich an der Blauen Kuppe vorbeiläuft, befindet sich ein gleichnamiger Hof, der heute ein  Gästehaus ist.
- Nordöstlich des NSG liegt die 100 Meter tiefer liegende Kleine Kuppe, die geologisch den fast gleichen Aufbau wie die Blaue Kuppe hat und auf der sich noch die Ruinenreste der Kirche der um 1500 abgegangenen Wüstung Staufenbühl befinden.[18]
- Unmittelbar östlich liegt heute das Segelfluggelände Stauffenbühl des Eschweger Luftsportvereins e. V.[19]
- Südlich der Blauen Kuppe entspringt die Quelle des nach Westen zur Wehre entwässernden Leimbachs.
- Nordwestlich liegt die Domäne Vogelsburg, ein hessisches Lehen derer von Boyneburg-Bischhausen, das eigentlich nach Skizzen von Landgraf Moritz von Hessen-Kassel von 1631 zu einem Gutsschloss umgebaut werden sollte; der Entwurf kam aber nie zur Ausführung.[20]